# جون هيدينرايك
جون هيدينريك (بالإنجليزية: Jon Heidenreich)‏ (ولد في 26 يونيو، 1969) مصارع أمريكي محترف، وهو يصارع تحت أسمه الحقيقي وكان يعرف في الدبليو دبليو إي بأسم هيدينريك فقط، وقد كان أحد أبطال الدبليو دبليو إي للفرق مع رود وريار أنيمال، وكذالك كان لاعب كرة قدم أمريكي سابق.

## مسيرته في كرة القدم
بدأ اللعب سنة 1992 في فريق واشنطن ريدسكنس، ولعب لموسمان سنة 1994 سنة 1995 , ولعب في كندا أيضا وفي فريق تيكساس تيرور في دوري قاعة كرة القدم، وظل يلعب كرة القدم في أمريكا حتى أعتزاله سنة 2001.

## مسيرته في الدبليو دبليو إي
ظهر هيديرينتش أول مرة في الدبليو دبليو أي في 29 سبتمبر 2003 في عرض الراو، وكان هذا أول ظهور له، وكان أسلوبه مشابه للمصارع السابق جورج، ولكنه أرسل بعدها لعرض أوهايو فالي ريسلنغ، وفي 26 أغسطس 2004 عاد مرة أخرى في عرض سماك داون مع مدير أعماله الجديد بول هيمان، وكان يتدخل بالمباريات ويهاجم الجماهير، وفي أحد حلقات سماكدوان قام بضرب المعلق مايكل كول وقام بكسر ركبته، وفي أحد المقابلات أكد جون أن مهاجمة كول كانت فكرة فينس مكمان، وكان أول عدأ له مع المصارع أندرتيكر، وبدأت عندما تدخل هدينيريتش بمبارة الأندرتيكر على بطولة الدبليو دبليو إي في نو مارسي، وتمكن أندرتيكر من الفوز عليه في عرض سرفايفر سريز 2004 , لكنه كلف الأندرتيكر بطولة الدبليو دبليو إي في ديسمبر أثناء عرض أرماغدن في مباراة رباعية ليس مرة بالمرتان، أستعان جون بنجم عرض الروا سنتسكي حيث كان الأثنان متفقان مع بعضهما وفي رويل رمبل 2005 وافق سنتسكي التدخل بمبارة جون ضد أندر تيكر مباراة التابوت لكن كين كان مختبأ بالتابوت فقام بمهاجمة سنتسكي، لكن جون خسر مباراته، وبدأ بعدأت بسيطة وقصيرة، وتم أعلان عن مباراة بين سنتسكي وهيدينيرتش ضد أندرتيكر وكين في عرض راسلمينيا 21 , لكن تغيرت الفكرة لأندرتيكر ضد راندي أورتن، وبعدها دخل في عدأ مع بوكر تي، ومن ثم فشل بهزيمة أورلاندو جوردين للفوز ببطولة الولايات المتحدة الأمريكية، وبعدها ذهب للعدأ بينه وبين جوني نايترو وجوي ميركوري، بعد مهاجمتها له، عندما كان يأكل الحلوا مع المصارعات، وقد تعرض للعديد من الهجمات أسبوعا تلو الأخر حتى قام أنيمال بمساعدته وتحدي ميركوري ونايترو على بطولة الدبليو دبليو إي للفرق، وتمكنوا من الفوز ببطولة الفرق، وفي 25 يوليو 2005 حلق شعره وأصبح مظهره يشبه رود وريار السابق هوك، وفي 28 أكتوبر خسروا بطولة الفرق لجوني نايترو وجوي ميركوري، وفي 17 يناير 2006 أعلنت الدبليو دبليو إي عن أنتهاء عقده معها وذهب للمصارعة في إتحادات أخرى.

## بطولاته وإنجازاته
- AAW Heavyweight Championship مرة واحدة
- AAW Tag Team Championship مرة واحدة
- AWR No Limits Championship مرة واحدة
- BCW World Heavyweight Championship مرة واحدة
- NWA Mid-Florida Heavyweight Championship مرة واحدة
- NWA Mid-Florida Heavyweight Championship مرة واحدة
- TWA Tag Team Championship مرة واحدة
- WWC Universal Heavyweight Championship مرتان
- WWE Tag Team Championship مرة واحدة مع رود وريار أنيمال

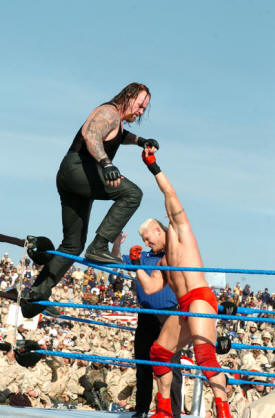
هيدينيريتش ضد أندرتيكر في عام 2004

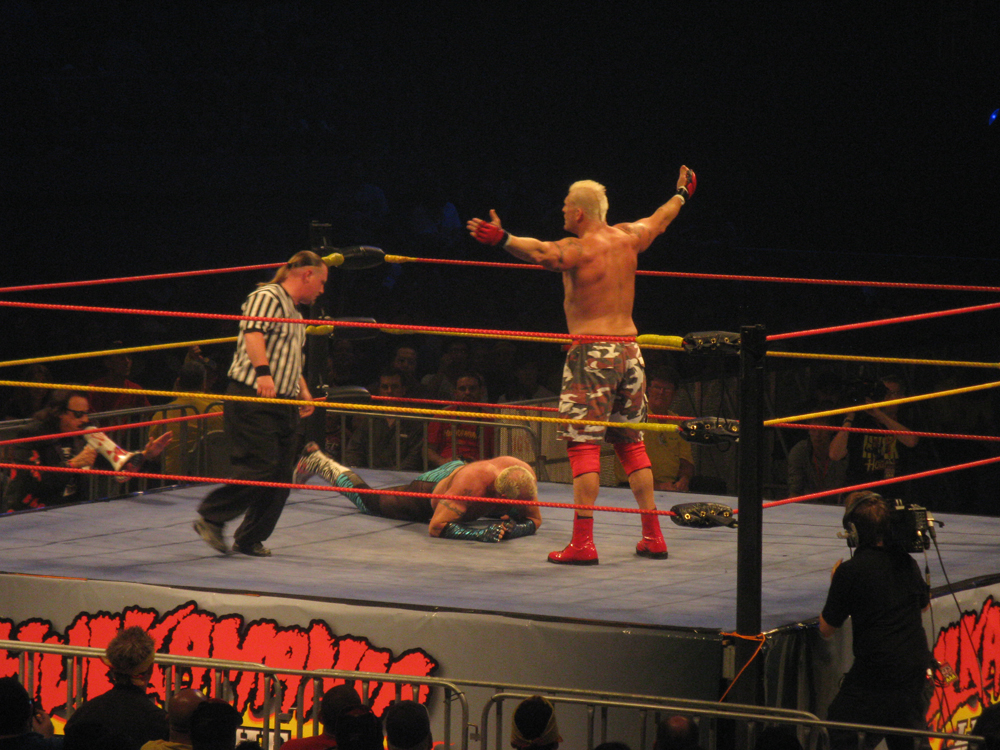
جون خارج في اتحاد مصارعة أخر

## روابط خارجية
- جون هيدينرايك على موقع IMDb (الإنجليزية)
- جون هيدينرايك على موقع قاعدة بيانات الفيلم (الإنجليزية)
- جون هيدينرايك على موقع JustSportsStats.com (الإنجليزية)
- جون هيدينرايك على موقع WrestlingData.com (الإنجليزية)
- جون هيدينرايك على موقع CageMatch worker (الإنجليزية)
- جون هيدينرايك على موقع قاعدة بيانات المصارعة على الإنترنت (الإنجليزية)
- جون هيدينرايك على موقع عالم المصارعة على الإنترنت (الإنجليزية)
- جون هيدينرايك على موقع عالم المصارعة على الإنترنت (الإنجليزية)